# شوكت الكيلاني
شوكت زيد الكيلاني (28 سبتمبر 1929 في نابلس – 17 أكتوبر 2002 في الأردن) طبيب باطني فلسطيني، ورئيس جامعة النجاح الوطنية بين عامي 1990 و1991.

## حياته
تلقى تعليمه في مدرسة النجاح بنابلس والمدرسة الإبراهيمية بالقاهرة، درس الطب العام في جامعة الإسكندرية وتخرج عام 1957، عمل كطبيب في وزارة الصحة الكويتية خلال الأعوام (1959-1962)، منح عضوية fellowship في أكاديمية الطب في فينا عام 1962. تخصص في الطب الداخلي في استراليا وألمانيا، أكمل دراسته وحصل على شهادة دبلوم في الصحة العامة والأمراض الاستوائية من جامعة ليفربول في المملكة المتحدة عام 1964.
عاد إلى فلسطين وفتح عيادة خاصة في نابلس، وأصبح عضواً في المجلس الوطني الفلسطيني الأول عام 1964. عمل كمدير طبي رئيسي في الأونروا حتى عام 1989، وكان من بين المساهمين في تطوير كلية النجاح في نابلس إلى جامعة عام 1977، وكان عضواً في مجلس أمناء جامعة النجاح، وعضو مجلس أمناء جمعية الملتقى الفكري العربي بالقدس خلال الأعوام (1978-1985)، وعضو في نقابة الأطباء الفلسطينيين، وكان أحد مؤسسي الجمعية الطبية لرعاية الأطفال. انتخب رئيساً لجامعة النجاح الوطنية عام 1990، وعضو اللجنة التنفيذية لمجلس التعليم العالي، وانتخب نائب رئيس جمعية الهلال الأحمر الفلسطيني في نابلس.

## وفاته
توفي بسبب مرض السرطان في 17 أكتوبر 2002 ودفن في الأردن.